# Kersti Sarapuu

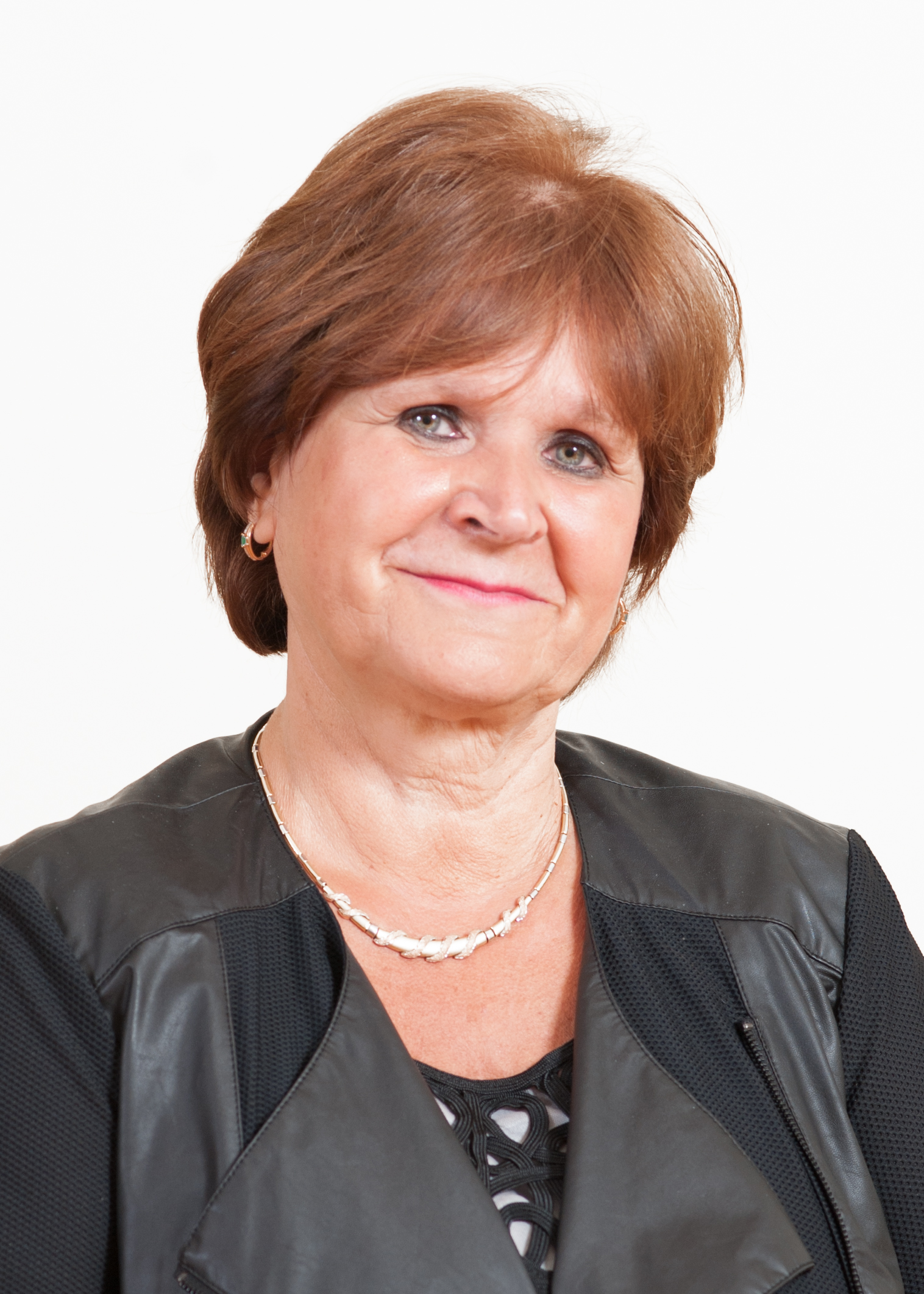
Kersti Sarapuu

Kersti Sarapuu (nascida em 5 de maio de 1954, em Põltsamaa, Condado de Jõgeva) é uma política estoniana. Foi membro do XIII e XIV Riigikogu.
Em 1986 formou-se na Universidade de Técnologia de Tallinn em gerenciamento e planeamento industrial.
De 2005 a 2011 foi presidente da câmara de Paide.
Desde 2002 ela é membro do Partido do Centro da Estónia.